# Reiks
Reiks (gothique : 𐍂𐌴𐌹𐌺𐍃 ; prononciation /ri:ks/ ; latinisé comme rix) est un titre germanique pour un dirigeant tribal, souvent traduit par «roi».
Dans la Bible gothique, le terme est traduit par le grec árchōn (ἄρχων). Il est vraisemblablement traduit par basiliskos (βασιλίσκος "petit roi") dans la Passio de Sabas le Goth.
Herwig Wolfram  a suggéré que la position des reiks était différente de la définition romaine d'un rex (« roi ») et est mieux décrite comme celle d'un chef tribal.
Le terme fut souvent repris comme deuxième élément dans les noms gothiques, latinisés en -ric, comme dans Théodoric (Þiuda-reiks). L'utilisation de ce suffixe s'est étendue à la dynastie mérovingienne, avec des rois prénommés tels que Childéric et Chilpéric , et il survit dans les noms allemands et scandinaves modernes tels que Ulrich, Erik, Dietrich, Heinrich, Richard, Friedrich.